# 146린다
146린다는 한국의 유튜버이다.

## 기타 정보
- 본명 : 공개하지 않음
- 개설일 : 2021.12.18
- 구독자 : 43명
- 구독자 확인 날짜 : 2024.4.28
- 조회수 : 10175회
- 조회수 확인 날짜 : 2024.1.23
- 채널 : 각주를 눌러 접속[1]
- 채널명 : 146린다

## 여담
- 몇달 전 쩡스터 라는 유튜버와 포카를 거래한 적이 있다.

- 또한 2022년 2월 1일[2] 영상이 1.7천회 조회수를 기록하며 채널 내 최고 조회수라는 타이틀을 얻게 되었다.

- [마크] 아쿠아리움[3] 이라는 영상에서 사촌오빠가 등장하였다.

- 마찬가지로 아빠랑 게임 ^0^[4] 라는 영상에서 아버지가 출연하기도 하였다.